# Luz (ort i Brasilien, Minas Gerais, Luz)
Luz är en ort i Brasilien.   Den ligger i kommunen Luz och delstaten Minas Gerais, i den sydöstra delen av landet, 500 km sydost om huvudstaden Brasília. Luz ligger 679 meter över havet och antalet invånare är 14 396.
Terrängen runt Luz är platt.
Omgivningarna runt Luz är huvudsakligen savann. Runt Luz är det glesbefolkat, med 17 invånare per kvadratkilometer.